# Haveakeleje
Have-Akeleje (Aquilegia cultorum) eller Langsporet Akeleje er en gruppe krydsninger, som er lave stauder med en let og åben, opret vækstform. 
Den danner tidligt på foråret en bladroset af dobbelt snitdelte blade. De grundstillede blade er uligefinnede med 3 til 5 småblade. Hvert småblad har 3 store lapper med dybe indskæringer imellem. Bladranden er hel, bortset fra nogle få, grove bugtninger. Over- og underside er friskt grøn. Blomsterne sidder yderst på særlige skud, som også bærer nogle få, 3-lappede højblade. Blomsterne sidder nogle få sammen i endestillede stande. De er regelmæssige, men med farvede bægerblade og med kronblade, der er trukket ud i lange nektarsporer. Alle tænkelige farvekombinationer findes. Frugterne er tørre kapsler, der hver indeholder mange spiredygtige frø.
Rodnettet er forholdsvist spinkelt. Akelejerne er kortlevende, ofte bliver de ikke meget mere end 5 år gamle. Slægten angribes hårdt af meldug og af en minérlarve. Alle dele af planten er giftige.
Højde x bredde og årlig tilvækst: 0,70 × 0,70 m (70 × 70 cm/år). Disse mål kan fx bruges til beregning af planteafstande, når arten anvendes som kulturplante.

## Hjemsted
Stamformen til denne gruppe af krydsninger, Aquilegia caerulea, vokser i bjergskove og –enge på stenet bund i Rocky Mountains, hvor de indgår i floraen i lysninger og skovbryn.

## Anvendelse
Akelejer hører hjemme i lyse skove eller skovbryn på fugtig, kalkrig jord. Det giver muligheder for at bruge planten som bund under træer og buske. Man bør dog huske på, at blomstringen slutter ret tidligt, og derefter er planten ikke meget værd at se på.